# Barbarea oligosperma
Barbarea oligosperma là một loài thực vật có hoa trong họ Cải. Loài này được K.Koch mô tả khoa học đầu tiên năm 1847.